# HBS-Djetis
De HBS-Djetis was een HBS in Jetis in de Indonesische stad Djokjakarta. De HBS lag in het noorden van de stad aan de westzijde van de Djetis-straat. 
Het schoolgebouw fungeerde tijdens de Japanse bezetting van Nederlands-Indië in de periode van 5 maart 1942 tot 8 juli 1942 als interneringskamp. Het kamp was ondergebracht in de diverse schoollokalen en bijgebouwen van de HBS en de diverse vleugels van de Julianaschool. De school was omheind met prikkeldraad.
Begin maart 1942 werden in de Vorstenlanden in totaal ongeveer 1.800 Nederlandse, inheemse en Britse mannen krijgsgevangen gemaakt. Voor de internering van Nederlandse, Molukse, Menadonese en Javaanse krijgsgevangenen, werden onder meer de schoollokalen en bijgebouwen van de HBS gebruikt. Begin juli werden alle krijgsgevangenen uit Djokjakarta naar krijgsgevangenkampen in Bandoeng en Tjimahi overgebracht.